# Яш-Нун-Айин II
Яш-Нун-Айин II (дословно Зелёный Крокодил) (правил в 768 — ок. 790) — двадцать девятый правитель древнего майяского царства Мутуль со столицей в Тикале.

## Биография
Яш-Нун-Айин II взошёл на престол Мутуля в 768 году и наследовал «28 правителю», неизвестному по имени.
Во времена его правления была поставлена тикальская Стела 19.
Яш-Нун-Айину II наследовал Юкном-Чен.